# Figueruela de Arriba
Figueruela de Arriba è un comune spagnolo di 507 abitanti situato nella comunità autonoma di Castiglia e León.